# Hanul „Regina Angliei”
Hanul „Regina Angliei”, sau „La Regina Angliei” (în germană Gasthaus „Zur Königin von England”; în maghiară „Angol Királynő” vendéglő), cunoscută și sub numele de Cafeneaua „Regina Angliei”, Ospătăria „La Regina Angliei”, ori Casa Fischl/Szuhanek este o clădire istorică situată în Timișoara, pe Bulevardul 3 August 1919, nr. 27.
Face parte din Situl urban „Fabric” (II), monument istoric cod LMI TM-II-s-B-06097.

## Istorie
Clădirea a fost construită, cel mai probabil, în prima jumătate a secolului al XIX-lea.
În lucrarea sa intitulată Alt-Temesvar im letzten Halbjahrhundert 1870-1920 (în traducere: „Vechea Timișoară în ultima jumătate de secol 1870-1920”), Josef Geml, primarul orașului Timișoara în perioada 1914-1918, a menționat că grădina de vară a cafenelei „Regina Angliei” a fost unul dintre cele mai populare localuri din cartier, alături de „Curtea Fabricii” (în germană Fabrikshof), Lerchenfeld, Schweis și Breslmaier.
În cea de-a doua jumătate a secolului al XIX-lea, datorită dezvoltării economice a cartierului și a popularității localului, s-a impus necesitatea extinderii localului și transformării acestuia într-un han primitor și spațios, dotat cu o încăpere pentru întâlniri de afaceri, sală de dans și biliard. Pentru implementarea acestui plan, arhitectul Anton Schmidt a fost angajat să revizuiască planul clădirii, menținându-i stilul clasic inițial, dar adăugând un etaj și o mansardă la parterul existent, mărind astfel vizibilitatea acestuia de pe cele două străzi principale. Proiectul nu a fost, însă, realizat.
Timp de un secol, în curtea interioară a hanului a funcționat Teatrul de vară „Arena”, condus de directorul teatrului german, Eduard Reimann. Teatrul Arena era o construcție din lemn care necesita lucrări de refacere constantă. În acest spațiu erau invitate trupele de actori care se abăteau de la traseul lor după terminarea sezonului teatral desfășurat în alte orașe din țară. Datorită succesului înregistrat, în cartier au apărut ulterior alte patru grădini de vară, care au atras o parte din clientela fidelă, determinându-l pe Reimann să investească timp și bani în renovarea teatrului timp de 10 ani. În 1863, acesta a concesionat locația Teatrului sârbesc de la Novi Sad. Acordul prevedea ca sârbii să continue lucrările de renovare și să plătească 10 florini pentru fiecare seară de spectacol. În 1919, Arena nu mai exista.
La 8 iulie 1869, tramvaiul cu cai a fost inaugurat în Timișoara, pe tronsonul de la Piața Sfântul Gheorghe până la Hanul „Regina Angliei”.
Se menționează că această clădire a aparținut familei Fischl, care era originară din Viena. Fiica lor, Irene Fischl, și-a pierdut fratele în Primul Război Mondial și a rămas orfană de ambii părinți la 18 ani. În 1927 s-a căsătorit cu pictorul Oscar Szuhanek, alătui de care a locuit în clădire.

## Descriere
Clădirea este localizată la capătul „Șirului Kunz”. Aceasta este construită în stil eclectic istoricist, și se remarcă prin caracteristicile arhitecturale reprezentative ale epocii. Poarta de acces, încadrată de un arc în plin cintru, evidențiază influențele curentului clasicist din prima jumătate a secolului al XIX-lea.